# VES-M Halle

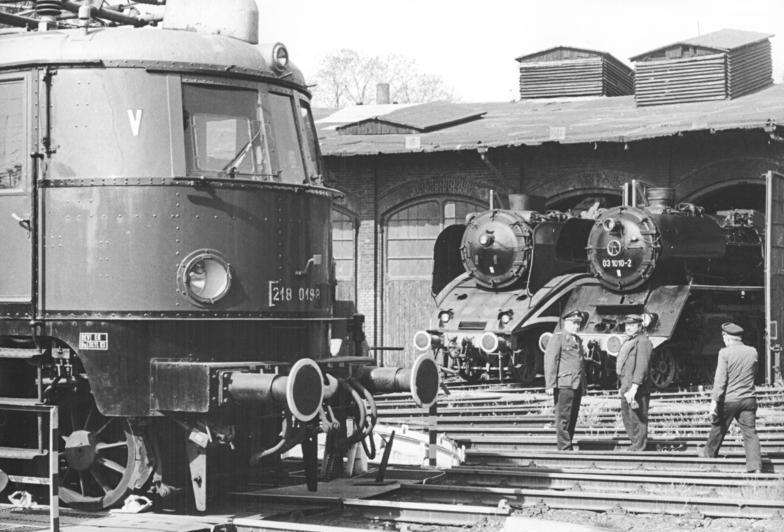
Versuchslokomotiven der VES-M Halle im Ringlokschuppen 1988

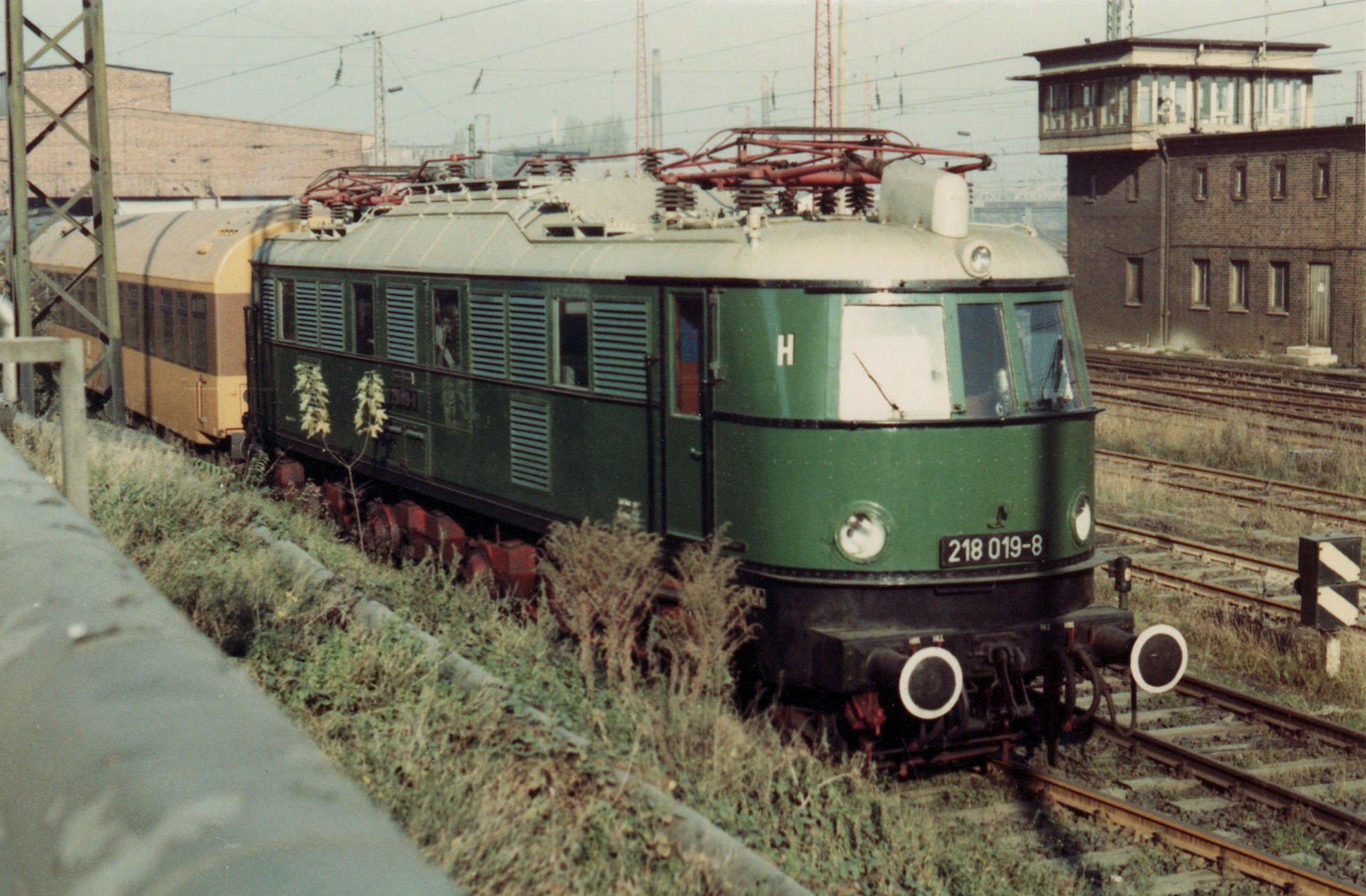
218 019 als Versuchslok vor der VES-M Halle 1984

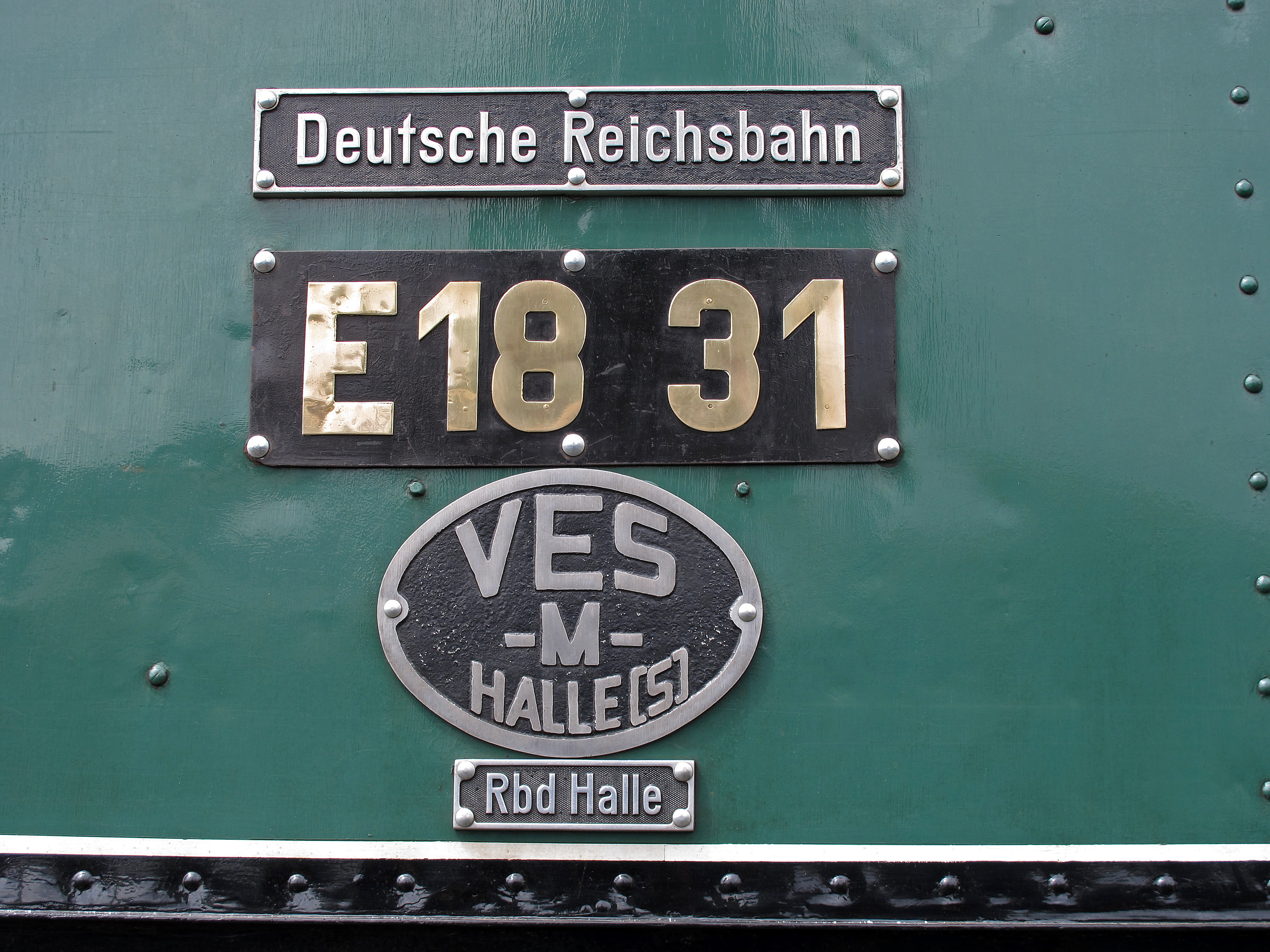
Lokschilder E18 31 der VES-M

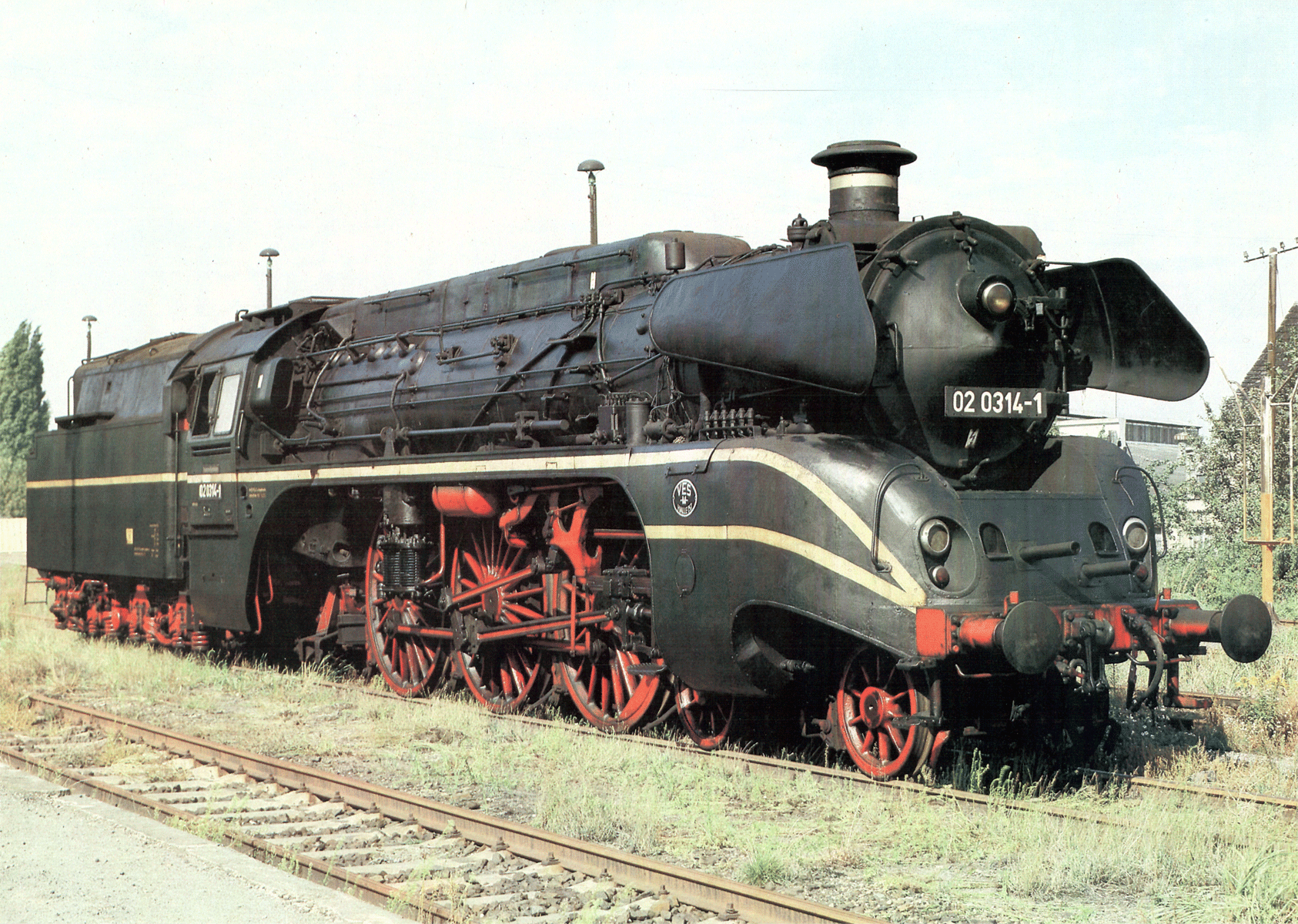
Schnellfahrlokomotive 02 314 der VES-M

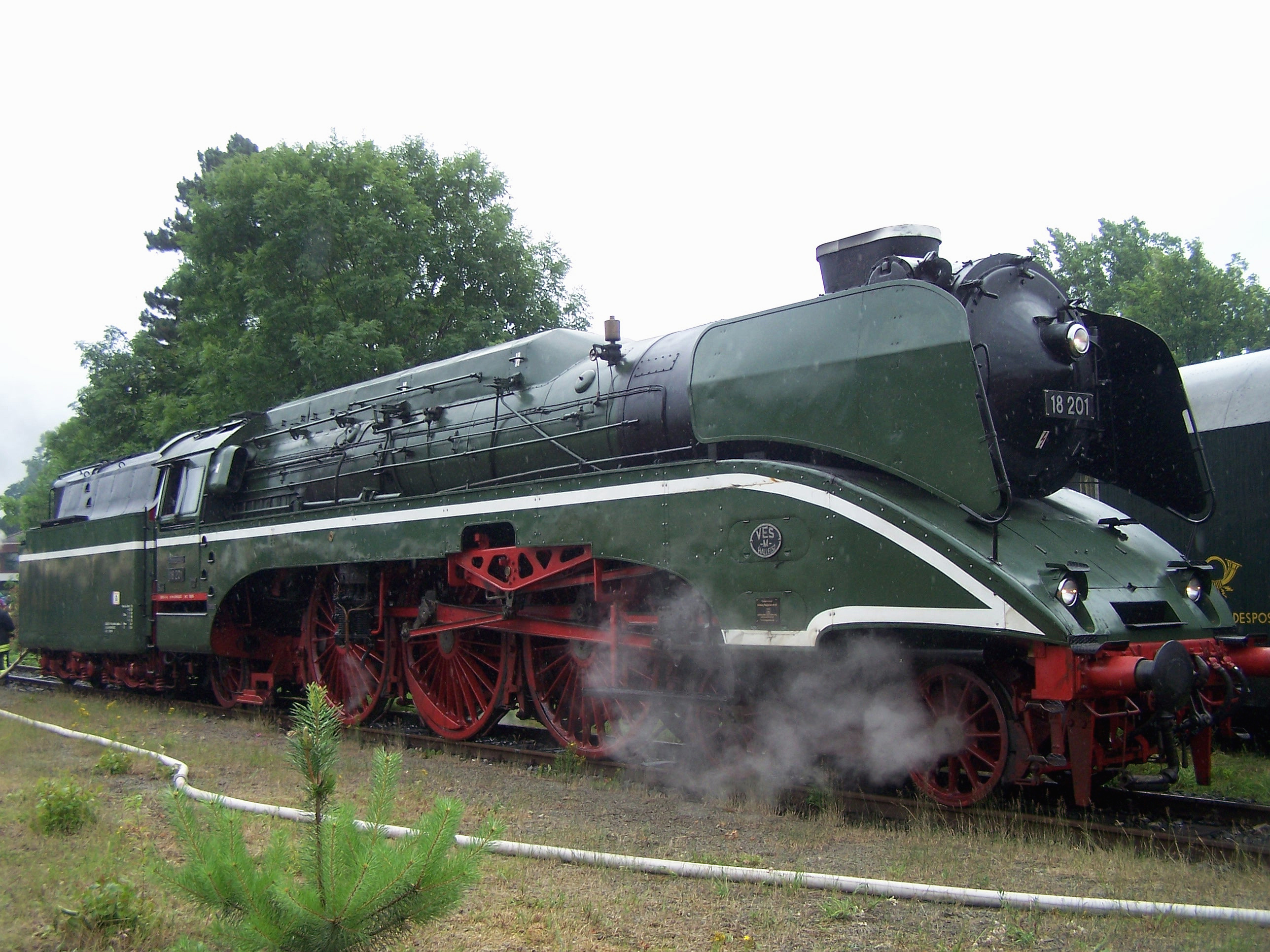
Schnellfahrdampflokomotive 18 201 (2007)

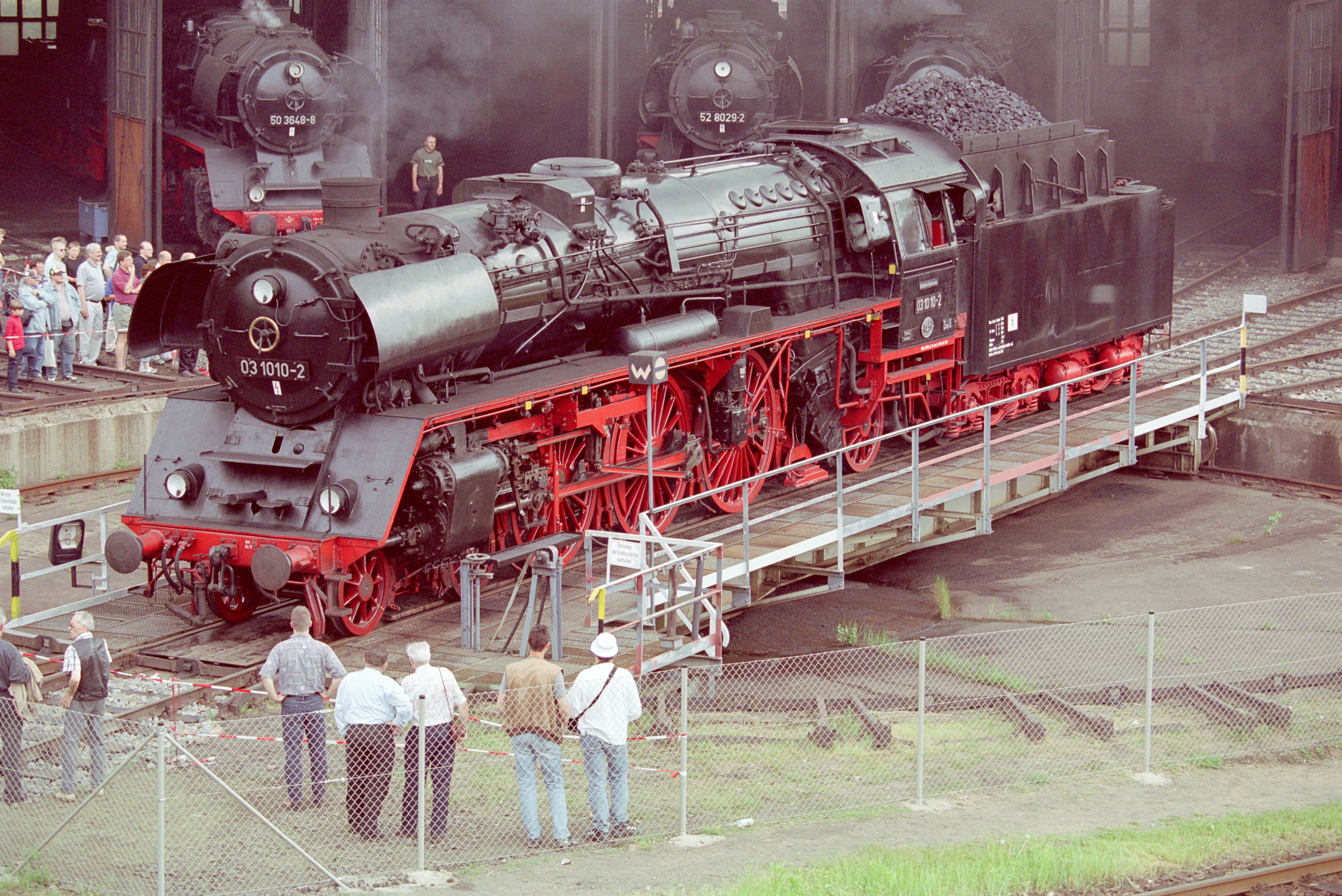
Auch 03 1010 war bei der VES-M eingesetzt, aus dieser Zeit stammt das ovale Zusatzschild unter der Loknummer

Die Versuchs- und Entwicklungsstelle Maschinenwirtschaft in Halle (VES-M Halle) war eine der Hauptverwaltung Maschinenwirtschaft der Deutschen Reichsbahn (DR) unterstellte Versuchsabteilung.
Sie arbeitete eng mit dem damaligen „Institut für Eisenbahnwesen“ zusammen, später mit dem Zentralen Forschungsinstitut des Verkehrswesens (ZfIV). In der VES-M Halle wurden ab 1. Januar 1960 auf Weisung von Erwin Kramer die 1952 gegründete Fahrzeug-Versuchsanstalt in Halle (FZA), die 1956 gegründete Versuchsanstalt für elektrische Zugförderung (VAEZ) mit dem elektrischen Prüffeld in Dessau und die 1956 gegründete Versuchsanstalt für Motorfahrzeuge (VAEMF) in Dessau zusammengefasst.

## Schienenfahrzeuge
Das gesamte auf Gleisen der DR eingesetzte Rollmaterial aus eigener und aus fremder Produktion wurde hier geprüft. Belastungstests mit Messzügen auf freier Strecke, Anfahrtests auf dem Berliner Außenring und andere Aufgaben führte diese spezielle Abteilung der Deutschen Reichsbahn aus.
Zur Durchführung der Versuchs- und Erprobungsfahrten bei der VES-M wurden einige Lokomotiven umgebaut.
- Im Jahr 1960 wurde der Umbau der badischen Schnellzuglokomotive IV h 18 314 zur Schnellfahrlokomotive mit einer Höchstgeschwindigkeit von 150 km/h abgeschlossen.
- Auch die schnellste betriebsfähige Dampflokomotive 18 201, welche bei der DR ab 1970 die Bezeichnung 02 0201-0 trug, befand sich bis zur Vereinigung von Deutscher Reichsbahn und Deutscher Bundesbahn in der Verfügung der VES-M; sie wurde speziell für Tests mit hoher Geschwindigkeit konzipiert. Sie wurde 1961 aus der 61 002 umgebaut und verfügt über einen Treibraddurchmesser von 2300 mm, der eine Höchstgeschwindigkeit bis 182,5 km/h ermöglichte.
- In den Jahren 1964 und 1965 wurden die vierfach gekuppelten Schnellzuglokomotiven 19 015 und 19 022 für den Einsatz als Bremslokomotiven umgebaut.

Für Hochgeschwindigkeitsfahrten wurde eine Elektrolok Typ E 18, sowie ab 1992 eine Elektrolokomotive der DR-Baureihe 212 verwendet, da die Fahrleistungen der E 18 nicht mehr ausreichten.
Auch die „Eindeutschung“ von Diesellokomotiven aus sowjetischer (Baureihe BR 200) und zuletzt auch rumänischer Produktion (Baureihe BR 119) wurde hier vorbereitet. Für den Versuchsbetrieb wurden hierfür statt der Dampflokomotiven  Diesellokomotiven der DR-Baureihe 130 eingesetzt.
Neben der Erprobung von Neubaufahrzeugen wurde auch die Modernisierung vorhandener Lokomotiven und Wagen durch die VES-M konzipiert und begleitet. Hierzu gehört insbesondere die Rekonstruktion und Neubekesselung von Dampflokomotiven aus den 1920er bis 1940er Jahren.
Erster Leiter der VES-M war ab 1960 der Lokomotivkonstrukteur Max Baumberg, zuvor Leiter der FVA Halle. Nach dessen Pensionierung 1971 übernahm Horst Stöß die Leitung.

## Rangiertechnik
Ein weiteres Versuchsfeld waren die Technischen Anlagen der DR, u. a. die Rangiertechnik.
Seit den 1970er Jahren arbeitete man in Halle an den zu lösenden wissenschaftlichen Problemen der Rangiertechnik und deren Rangiertechnischen Einrichtungen (RTE). Die Zentralstelle Maschinenwirtschaft (ZM-Halle) initiierte und beaufsichtigte wesentliche Bauartänderungen, erprobte und ließ Rangiertechnik zu. Unterstützt wurde sie von der Arbeitsgruppe der Rangiertechniker der Reichsbahndirektionen unter Leitung der Hauptverwaltung Maschinenwirtschaft, Technische Anlagen. Diese Arbeitsgruppe nahm die neuen Gleisbremsen in den Produktionsstätten, dem FEW Blankenburg und GBM Kirchmöser und auch die Hauptinstandsetzungen der RT ab. Sie änderte und erarbeitete nach Ist-Analysen auch die Bahnbetriebsunfallvorschrift / Unfalluntersuchungsdokumente (Buvo) für Rangiertechnik. Die Symposien Rangiertechnik an der Hochschule für Verkehrswesen Dresden unterstützten die Investitionen der Umstellung der Rangierbahnhöfe. Es wurde mit der Umstellung von Handsteuerung auf halbautomatischen und vollautomatischen Betrieb der Rangierbahnhöfe, infolge des politisch gewollten höchst aufkommenden Schienengüterverkehrs der DDR, begonnen.
Am 1. Januar 1994 übergab man den Versuchsbetrieb der Zentralstelle Maschinentechnik (ehemals VES-M) an andere Versuchsämter. Danach wurden in Halle nur noch Basisdienste durchgeführt.
1996 wurde der Standort Halle endgültig aufgegeben. Die Versuchsstelle in Dessau mit dem elektrischen Prüffeld, zuletzt als Forschungs- und Technologie-Zentrum (FTZ), wurde am 31. Dezember 2003 aufgelöst. Die Rangiertechniker gingen zum BZA Minden.
Im DB Museum Halle (Saale) wurde 2008 eine Dauerausstellung über die VES-M Halle eröffnet.